# Wassili Witaljewitsch Strelzow
Wassili Witaljewitsch Strelzow (russisch Василий Витальевич Стрельцов; * 31. Januar 1990 in Nischnewartowsk, Russische SFSR) ist ein russischer Eishockeyspieler, der seit Juni 2020 bei Sokol Krasnojarsk aus der Wysschaja Hockey-Liga unter Vertrag steht. Sein Zwillingsbruder Alexander ist ebenfalls Eishockeyspieler.

## Karriere
Wassili Strelzow begann seine Karriere als Eishockeyspieler in der Nachwuchsabteilung von Olimpiez Surgut, in der er bis 2005 aktiv war. Anschließend spielte er zwei Jahre lang in der Nachwuchsabteilung von Spartakowez Jekaterinburg, ehe er sich 2007 Awtomobilist Jekaterinburg anschloss. Für dessen zweite Mannschaft spielte der Angreifer zwei Jahre lang in der drittklassigen Perwaja Liga. Für die Profimannschaft von Awtomobilist Jekaterinburg gab er in der Saison 2009/10 sein Debüt in der Kontinentalen Hockey-Liga. In seinem Rookiejahr in der KHL blieb er in fünf Spielen punktlos und erhielt zwei Strafminuten. Parallel spielte er wie auch im folgenden Jahr für die Juniorenmannschaft Awto Jekaterinburg in der multinationalen Nachwuchsliga Molodjoschnaja Chokkeinaja Liga.
Ab der Saison 2011/12 spielte Strelzow ausschließlich für das KHL-Team von Awtomobilist Jekaterinburg, ehe er im Juni 2014 zusammen mit seinem Zwillingsbruder Alexander an den HK Lada Toljatti abgegeben wurde. Im Gegenzug erhielt Awtomobilist zwei Wahlrechte für den KHL Junior Draft 2015.
Nach der Saison 2017/18 wurde Lada Toljatti aus der KHL ausgeschlossen und die Brüder Strelzow entschieden sich, ihre Karrieren bei Admiral Wladiwostok fortzusetzen. Im Juni 2020 wechselte der Stürmer zu Sokol Krasnojarsk aus der zweitklassigen Wysschaja Hockey-Liga.

## KHL-Statistik
(Stand: Ende der Saison 2019/20)